# Mučivé vzpomínky
Mučivé vzpomínky, s podtitulem Skladby z let 1987–1989, je hudební album s živou nahrávkou z koncertů pražské hudební skupiny Psí vojáci. Jedná se o koncerty z Junior klubu Na Chmelnici z let 1987–1989. Autorem většiny textů je Filip Topol. Autorem přebalu je Luboš Drtina. Album vyšlo roku 1997 u vydavatelství Black Point na CD a MC a obsahuje 14 písní.
Část písní z Mučivých vzpomínek vyšla už v roce 1990 na kazetě Vol. 2. Mučivé vzpomínky tak navazují na předchozí „vzpomínkové album“ Nechoď sama do tmy z roku 1995.

## Seznam písní
1. V koupelně je vana – 3:41
2. Šeptáme si na rohu – 4:19
3. Při poruše – 5:08
4. Psycho killer – 5:36
5. Love Song – 5:57
6. Žiletky – 4:47
7. Jdeš, chodíš... – 4:46
8. Nejvyšší vrcholek – 5:01 (text indiánská poezie; parafráze Ladislav Novák)
9. Stinka – 8:16 (text Sylvia Plath; překlad Jan Zábrana)
10. Vzestup – 5:16 (text Jáchym Topol)
11. Kurýři – 5:55 (text Sylvia Plath; překlad Jan Zábrana)
12. Skok přes Nerudu – 7:17
13. Co to je? – 5:25
14. Mučivé vzpomínky – 6:01 (text indiánská poezie; parafráze Ladislav Novák)

## Složení

### Psí vojáci
- Filip Topol – zpěv, piano, texty
- David Skála – bicí
- Jan Hazuka – baskytara

### Hosté
- Jiří Jelínek – saxofon (6)
- Zdeněk Hmyzák Novák – trubka (5)